# Abtreiben (Metallurgie)
Mit Abtreiben wird ein metallurgisches Verfahren bezeichnet, bei dem es um die Gewinnung von Silber aus silberhaltigem Blei geht. Voraussetzung ist ein Mindestgehalt des Edelmetalls und als untere Grenze wird 0,02 % Silber als noch wirtschaftlich angenommen.
Auf einem Treibherd wird das Blei geschmolzen und unter Zuhilfenahme eines Gebläses oxidiert. Die Bleiglätte, die entsteht, lässt man abfließen und der Rückstand ist das Silber. Fachbegriff für dieses Metall ist Silberblick.